# Джамаме
Джамаме (сом. Jamaame, араб. جمامة) — місто на півдні Сомалі.

## Географія
Розташоване на березі річки Джуба, за 30 км від узбережжя Індійського океану та за 55 км на північ від міста Кісмайо, на висоті 10 м над рівнем моря.

### Клімат
Місто знаходиться у зоні, котра характеризується кліматом помірних степів та напівпустель. Найтепліший місяць — березень із середньою температурою 29.3 °C (84.7 °F). Найхолодніший місяць — липень, із середньою температурою 25.9 °C (78.6 °F).
| Клімат Джамаме          | Клімат Джамаме | Клімат Джамаме | Клімат Джамаме | Клімат Джамаме | Клімат Джамаме | Клімат Джамаме | Клімат Джамаме | Клімат Джамаме | Клімат Джамаме | Клімат Джамаме | Клімат Джамаме | Клімат Джамаме | Клімат Джамаме |
| Показник                | Січ.           | Лют.           | Бер.           | Квіт.          | Трав.          | Черв.          | Лип.           | Серп.          | Вер.           | Жовт.          | Лист.          | Груд.          | Рік            |
| Середня температура, °C | 28,2           | 28,5           | 29,3           | 29,2           | 28             | 26,7           | 25,9           | 26             | 26,6           | 27,5           | 27,9           | 28,1           | 27,7           |
| Норма опадів, мм        | 0.6            | 1              | 6.7            | 51.1           | 88.2           | 85.9           | 59.9           | 24.8           | 20.2           | 19.9           | 34.4           | 6.7            | 399.4          |
| Днів з опадами          | 2,2            | 1,6            | 4,5            | 8,4            | 8,5            | 8,7            | 8,7            | 4              | 4,5            | 5,3            | 7,1            | 4,9            | 68,4           |
| Вологість повітря, %    | 63.7           | 67.1           | 68             | 74             | 74.3           | 70.5           | 69.3           | 67.9           | 68.1           | 70.3           | 72.3           | 71.2           | 69.7           |
| ----------------------- | -------------- | -------------- | -------------- | -------------- | -------------- | -------------- | -------------- | -------------- | -------------- | -------------- | -------------- | -------------- | -------------- |
| Джерело: Weatherbase    |                |                |                |                |                |                |                |                |                |                |                |                |                |

## Населення
За даними на 2009 рік населення міста становить близько 192 000 осіб, у той час, як в 1988 році воно налічувало всього 22 000. Велика частина населення — різні клани сомалійців, меншість складають народи банту і араби єменського походження.

## Економіка
Основу економіки міста складає сільське господарство, основні культури якого — банани, бавовна, арахіс та ін. Сільськогосподарська продукція експортується через порт Кісмайо.